# Xian de Mengzi
Pour les articles homonymes, voir Mengzi (homonymie).
Le xian de Mengzi (蒙自县 ; pinyin : Méngzì Xiàn) est un district administratif de la province du Yunnan en Chine. Il est placé sous la juridiction de la préfecture autonome hani et yi de Honghe.

## Histoire
En 1889, les puissances occidentales (Angleterre, France) forcèrent la dynastie Qing à ouvrir le Yunnan au commerce extérieur. Le bureau des douanes fut installé à Mong-Tseu (Mengzi). La ville s'ouvrit ainsi aux influences étrangères.

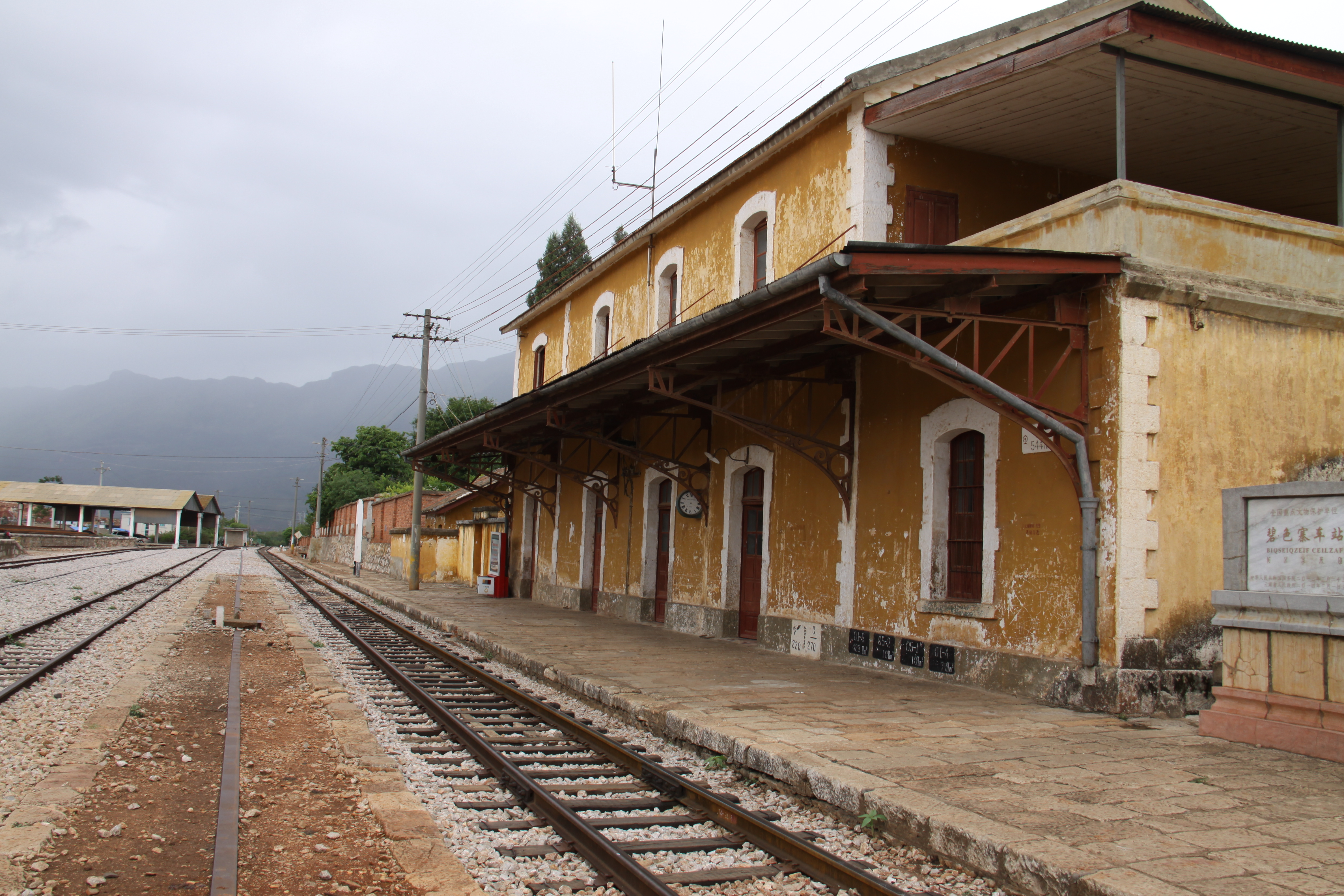
Gare de Bisezhai, d'un style très français

Il reste dans le bourg de Caoba (zh) (草坝镇), la gare de Bisezhai (碧色寨站) dans le style français, classée dans la liste des sites historiques et culturels majeurs protégés au niveau national. 
En 1945, la Légion Etrangère sous les ordres du Lt-colonel Quilichini y est stationnée, échappée au coup de force japonais en Indochine.
En 1975 a lieu le massacre de Shadian : dans le contexte de la Révolution culturelle, la population est l’objet d’un massacre par l’Armée populaire de libération dans le village de Shadian, commune de Jijie. L'Armée populaire de libération, chargée de la « pacification », bombarde le village avant d'y pénétrer, en tirant sur les habitants. Il n'existe pas de données exactes du nombre de victimes, estimées cependant à un millier,.

## Démographie
La population du district était de 308 026 habitants en 1999.